# کوهان

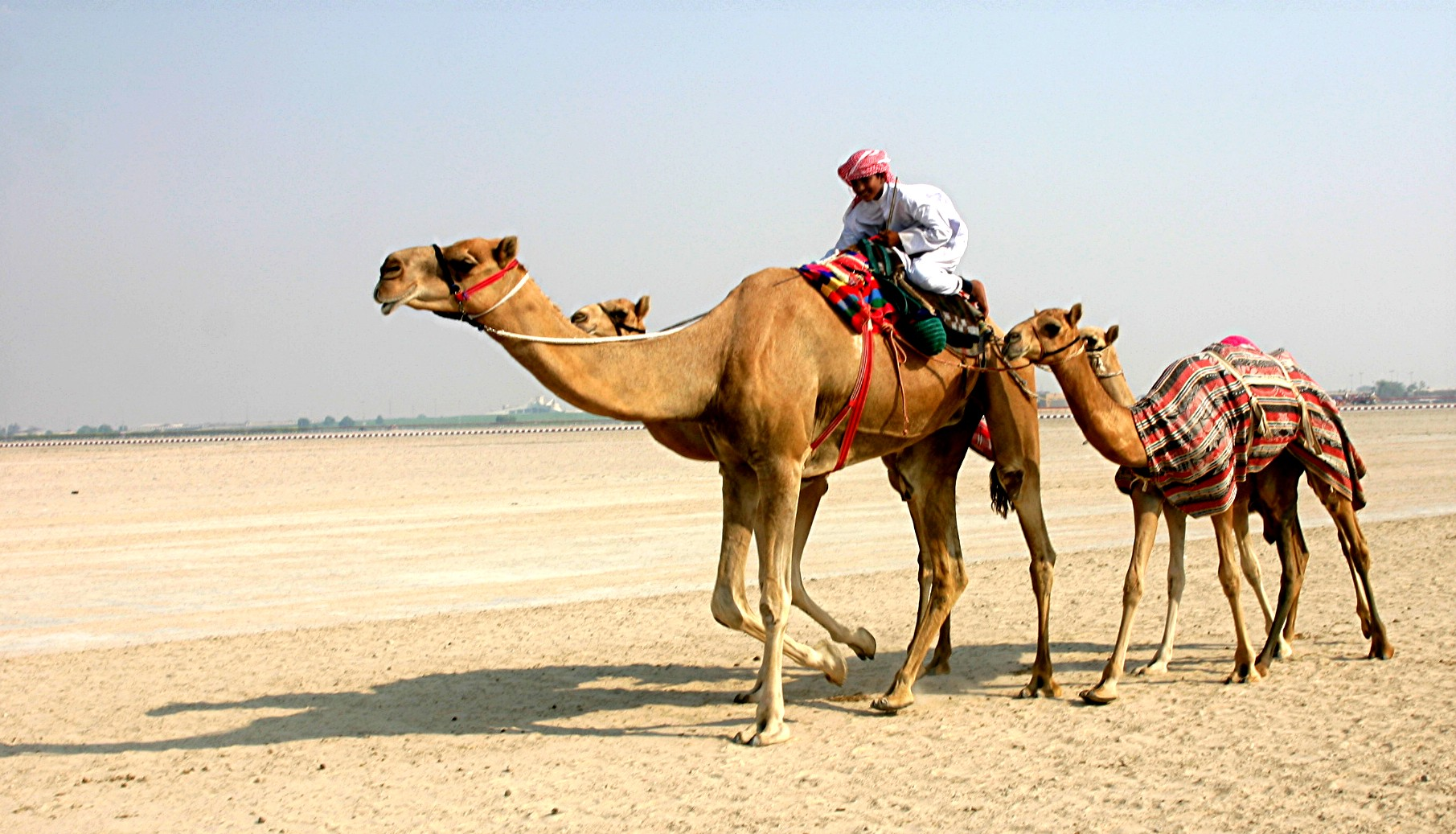
شتر دوکوهانه و یک‌کوهانه

به برجستگی بزرگی که بر پشت بدن شتر است کوهان (به انگلیسی: Mount) گفته می‌شود.

## انواع کوهان در شترها
شترسانان (از خانواده شتران) از لحاظ کوهان به سه دسته تقسیم می‌شوند:
- شتر یک کوهانه: این نوع شتر دارای یک کوهان است و این کوهان در ناحیه پشت جانور و پیش از رسیدن به کپل قرار می‌گیرد.
- شتر دوکوهانه: کوهان اول بر روی کمر و کوهان دوم بر روی کپل جانور قرار دارد و شتر در آن اقدام به ذخیره‌سازی چربی می‌کند.
- شتر بی‌کوهان: این نوع شتر بدون کوهان بوده و دارای چهار گونه شتر لاما، آلپاکا، گواناکو و شترچه است. این نوع شترها در آمریکای جنوبی زادآوری می‌کنند.

شترهای خاورمیانه دارای یک کوهان هستند و شترهای بلخی (Bactrian camels) (بومی آسیای میانه) دارای دو کوهان هستند. شتر بلخی را شتر دوکوهانه هم می‌گویند.

## کارکرد کوهان
بر خلاف باور همگانی، کوهان محل ذخیره آب در بدن شتر نیست، بلکه کوهان ذخیره‌گاه نوعی بافت چرب است. آب در خون شتر ذخیره می‌شود.
با این‌حال، بافت چرب کوهان‌ها زمانی که وارد عمل سوخت‌وساز می‌شوند، نه تنها انرژی زیادی تولید می‌کنند بلکه پس از واکنش با اکسیژن هوا تولید آب هم می‌کنند. هر ۱۰۰۰ گرم از این بافت پس از تبدیل، ۱٫۱۱۱ گرم آب تولید می‌کند.
وجود کوهان و تبدیل بافت چرب درون آن‌ها، به شتر اجازه می‌دهد تا بتواند در حدود دو هفته بدون آب و یک ماه بدون غذا بگذراند.